# Thamnomys schoutedeni
Thamnomys schoutedeni är en gnagare i familjen råttdjur. Taxonet listades en tid som synonym till Thamnomys venustus. Individerna är inte lika stora som andra släktmedlemmar. Flera avhandlingar listar Thamnomys schoutedeni därför sedan 1999 som art.
Arten är med en kroppslängd (huvud och bål) av 114 till 122 mm, en svanslängd av 171 till 203 mm och en vikt av 40 till 50 g ett medelstort råttdjur. Thamnomys schoutedeni har cirka 25 mm långa bakfötter och ungefär 19 mm stora öron. Ovansidans bruna till rödbruna päls blir fram mot kroppssidorna ljusare och gränsen mot den vitaktiga undersidan är tydlig. I ansiktet saknas mörka ögonringar och öronen är mörkbruna. Den långa svansen har en brun färg. Svansen är främst täckt av korta hår som nästan är osynliga. Endast vid spetsen finns en liten tofs.
Exemplar hittas bara i två bergstrakter i nordöstra respektive östra Kongo-Kinshasa. De lever vid 800 till 1400 meter över havet. Habitatet utgörs av regnskogar och bergsskogar. Levnadssättet antas vara lika som hos andra arter i samma släkte.
Skogarna i regionen omvandlas till jordbruksmark och till trafikytor. Inget är känt angående populationens storlek. IUCN listar arten med kunskapsbrist (DD).